# Månsta
Månsta (älvdalska Momstað) är en  småort i Älvdalens socken och kommun i Dalarna.
Fäbodar som tillhör  Månsta är Okbodarna, Dåråberg och Hedbodarna.
Namnet Månsta kommer ifrån älvdalskans  Momstað ’Malmstad’.